# Inntalkette
Die Inntalkette, wegen ihrer Lage nördlich von Innsbruck allgemein Nordkette genannt, ist der südlichste und kürzeste der vier Gebirgszüge im Karwendel. Im Westen schließt er an die Erlspitzgruppe an, im Osten über das Stempeljoch (2215 m ü. A.) an die Gleirsch-Halltal-Kette. Am Südrand liegt das Inntal. Der höchste Gipfel ist der Kleine Solstein (2637 m ü. A.) im Westen der Gebirgskette.

## Erschließung

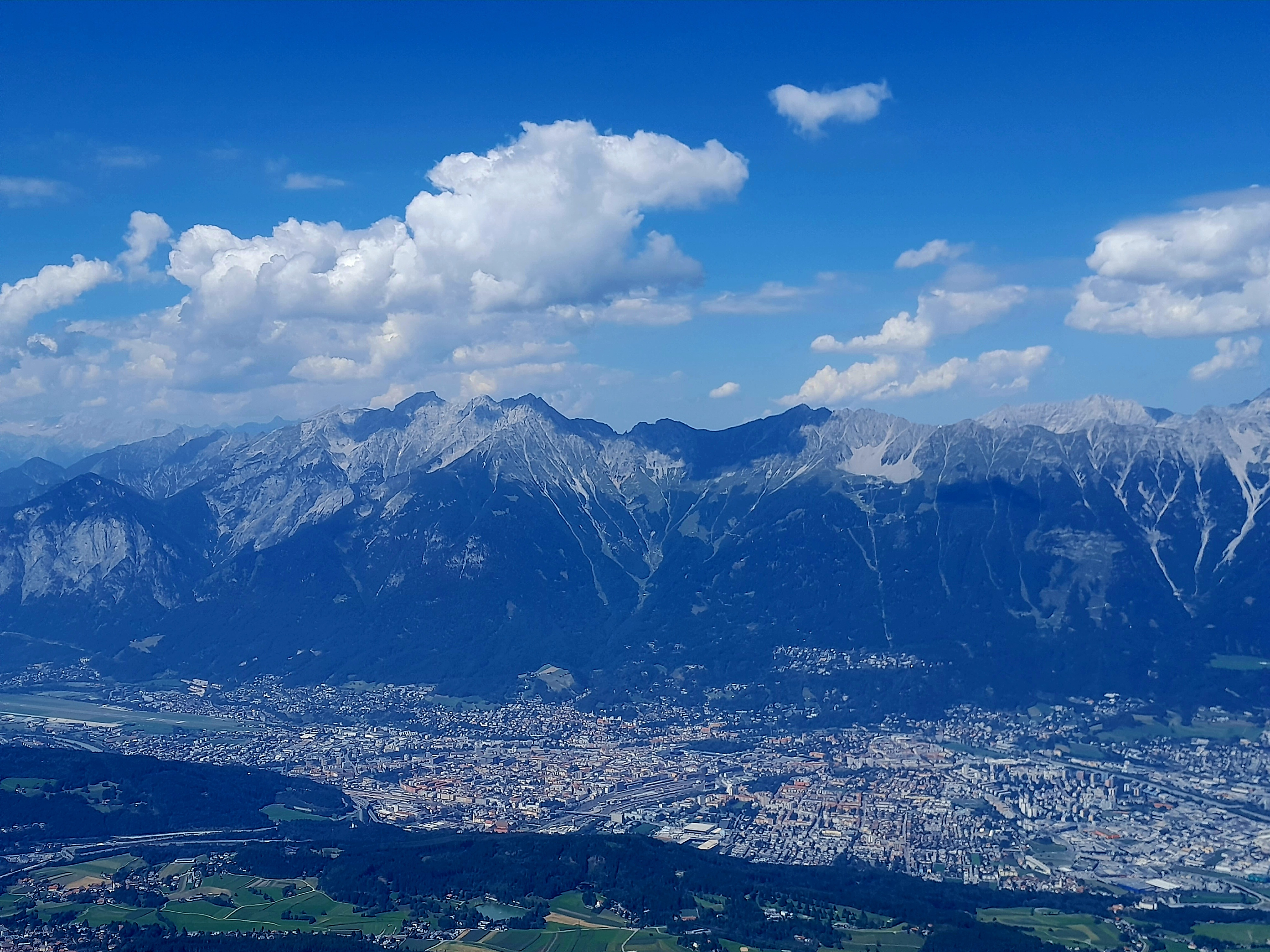
Blick auf die Nordkette vom Gipfel des Patscherkofel

Die Nordkette ist über die Nordkettenbahn erschlossen, die einen bequemen Zugang zum Schigebiet und zum Innsbrucker Klettersteig bietet, der im Osten in der Nähe der Station Hafelekarhaus (2269 m ü. A.) der Nordkettenbahn beginnend über die Seegrubenspitze (2350 m ü. A.), den Kemacher und den Langen Sattel zur Frau Hitt bzw. zum Frau Hitt-Sattel im Westen führt. Weiters führt der Goetheweg vom Hafelekarhaus entlang des Grates nach Osten zur Pfeishütte nördlich der Rumer Spitze. Unterhalb der Sektion Hungerburg – Seegrube der Nordkettenbahn verläuft der Nordkette-Singletrail, eine der anspruchsvollsten Strecken Europas für Freeride-Mountainbiker.
Folgende Alpenvereinshütten bieten sich für Bergsteiger als Stützpunkte bei mehrtägigen Touren und bei vielen Gipfelbesteigungen im Bereich der Nordkette an: das Solsteinhaus, die Neue Magdeburger Hütte, die Pfeishütte sowie die Bettelwurfhütte in der Gleirsch-Halltal-Kette.
Im Südwesten ist der Nordkette ein kleines Gebirgsmassiv vorgelagert, der Hechenberg, der mit dem Kirchbergköpfl eine Höhe von 1943 m ü. A. erreicht und nach Nordosten und Osten durch die Kranebitter Klamm von der Nordkette abgegrenzt ist.

## Gipfel
Dem Gebirgszug von Westen nach Osten folgend
- Großer Solstein (2541 m ü. A.)
- Kleiner Solstein (2637 m ü. A.)
- Hohe Warte (2597 m ü. A.)
- Hippenspitze (2388 m ü. A.)

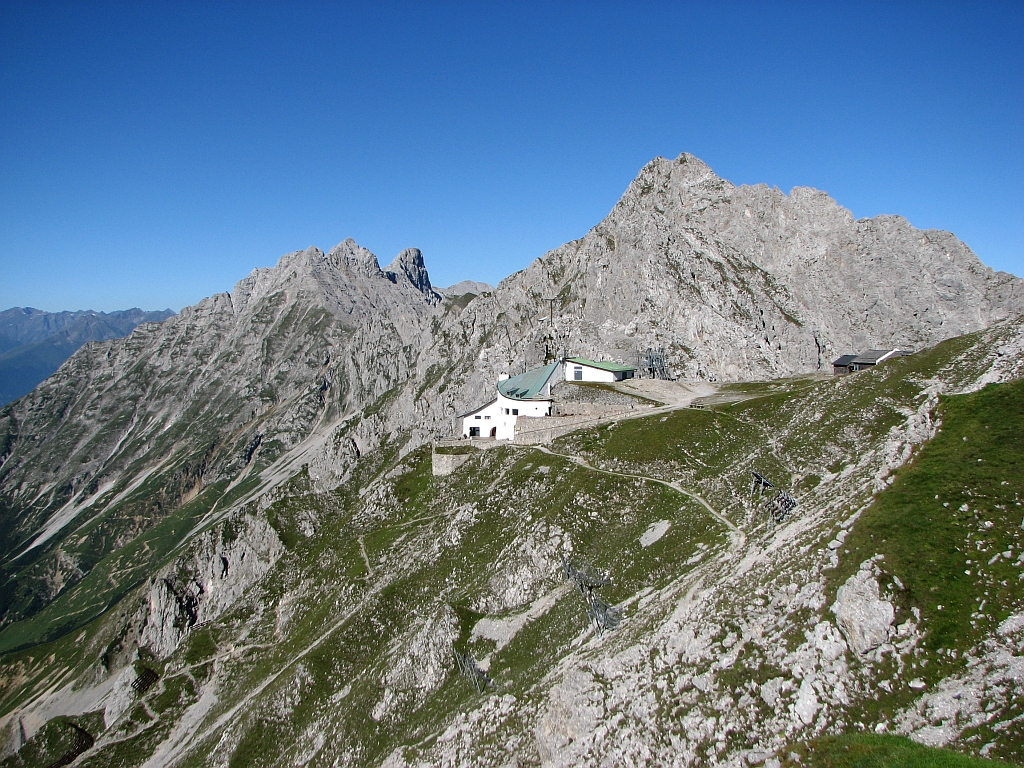
Hafelekarhaus der Nordkettenbahn

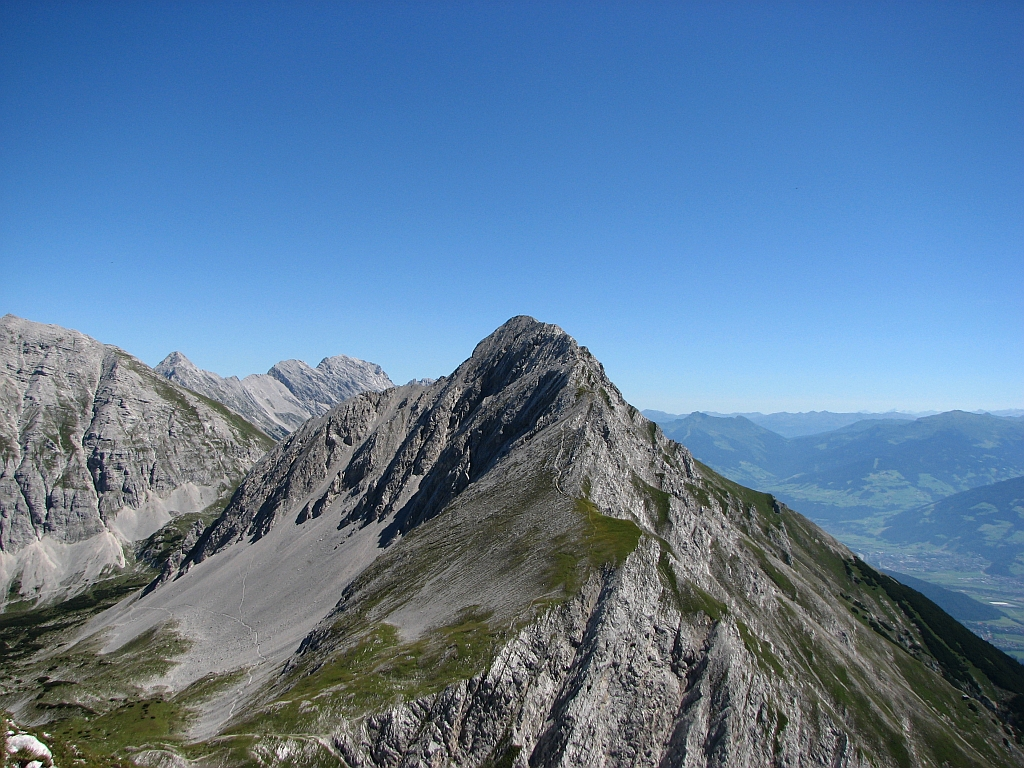
Westflanke der Rumer Spitze

- Hintere Brandjochspitze (2599 m ü. A.)
- Vordere Brandjochspitze (2559 m ü. A.)
- Brandjochkreuz (2268 m ü. A.)
- Frau Hitt (2270 m ü. A.)
- Westliche Sattelspitze (2339 m ü. A.)
- Östliche Sattelspitze (2369 m ü. A.)
- Kemacher (2480 m ü. A.)
- Westliche Kaminspitze (2445 m ü. A.)
- Mittlere Kaminspitze (2435 m ü. A.)
- Östliche Kaminspitze (2435 m ü. A.)
- Seegrubenspitze (2350 m ü. A.)
- Hafelekarspitze (2334 m ü. A.)
- Gleirschspitze (2317 m ü. A.)
- Mandlspitze (2366 m ü. A.)
- Gleirschtaler Brandjoch (2372 m ü. A.)
- Rumer Spitze (2454 m ü. A.)
- Thaurer Jochspitze (2306 m ü. A.)
- Pfeiser Spitze (2347 m ü. A.)
- Lattenspitze (2330 m ü. A.)
- Wildangerspitze (2153 m ü. A.)
- Thaurer Zunterkopf (1918 m ü. A.)
- Haller Zunterkopf (1966 m ü. A.)
- Hochmahdkopf (1738 m ü. A.)